# かすかべ防衛隊
かすかべ防衛隊（かすかべぼうえいたい）とは、臼井儀人の漫画およびテレビアニメ『クレヨンしんちゃん』に登場する架空の組織である。

## 概要
野原しんのすけがアクション幼稚園（アニメではふたば幼稚園）の級友を誘って結成した、「春日部の愛と平和を守る」ことを目的とした組織。元は母親のみさえがしんのすけをのせるときのフレーズで、現在のかすかべ防衛隊が結成される以前もしんのすけ1人で「かすかべ防衛隊」という名称を使用していた。現在の5人によるかすかべ防衛隊は、原作では第11巻、アニメでは1995年5月1日放送「かすかべ防衛隊だゾ」で結成。映画では『電撃!ブタのヒヅメ大作戦』にて初登場。
幼稚園の教諭など、周囲の大人の自宅を勝手に秘密基地として、そこで作戦会議を行う。しかしながら防衛隊らしい任務をすることはあまりなく、遊び仲間という意識が強い。
5人が気合いを入れる場面で言うフレーズは「かすかべ防衛隊、ファイヤー！」。このフレーズは野原一家が気合いを入れる場面でも同様に「野原一家、ファイヤー！」である。

## 隊員

春日部第1児童センターに設置されているかすかべ防衛隊の立体像
（左から佐藤マサオ・桜田ネネ・風間トオル・ボーちゃん）

### 野原しんのすけ
パーソナルカラーは赤。

### 風間トオル（かざま トオル）
声 - 真柴摩利
アクション幼稚園（アニメではふたば幼稚園、以下同じ）ひまわり組の園児。身長108.7cm、体重20.7kg。血液型はO型。 5歳。髪の色は原作では黒、アニメでは藍色。一人称は「僕」。パーソナルカラーは青。
しんのすけの友人で、しんのすけ曰く「お互いのほくろの数まで知り尽くした関係」と称するほどしんのすけにとっては同性愛者レベルでお気に入りである。さらに風間の弱点である耳をしんのすけに息を吹きかけられたり、唇で甘噛みされると恍惚状態に陥り、ときには立てなくなるほど崩れ落ちることがある。他にも、腕を指で一撫でされ恍惚状態に陥る描写もある。しんのすけからも「感じやすい」とのコメントを受けており、その度に顔を真っ赤に染めながら大声で否定している。原作ではあまり強調されないが、アニメ、特に映画で強調される傾向で、特に『電撃!ブタのヒヅメ大作戦』ではかすかべ防衛隊を拉致した敵のバレルにまで「最近のガキは進んでいる」と感想を述べられている。
アニメでは同じく真柴が演じるシロを溺愛するシーンがあり、周囲に誰もいない時だけ抱きついて顔に頬ずりをすることがある。また、人間になったシロと風間くんが同時に喋ったシーンでは、しんのすけに「風間くんとシロのすけ（シロ）、キャラがかぶってるゾ」と言われたり、風間とシロの会話のみで構成された次回予告の中では「僕とシロが会話していると変な感じがする」というメタ発言をしていた。
初期はしんのすけのことを「しんのすけ君」「しんちゃん」「君」と呼んでいたが、現在は「しんのすけ」「お前」と呼び、防衛隊メンバー内では唯一呼び捨てであり、しんのすけに対する態度には上から目線でトゲのある扱いな部分が多々あるが、担当声優の真柴によれば、これは決してしんのすけのことを見下しているわけではなく、自然体で周囲に溶け込んでいるしんのすけに対してのコンプレックスも含まれているとの事である。また、メンバー内では基本的に「風間くん」と唯一苗字で呼ばれており、先生に対しては敬語を使っているのが特徴。
様々な塾に通っていて頭が良く、中学生並の知能レベルを持つ。基本的には真面目で礼儀正しいが、自分の博識や所持品を自慢したり、世間体や評判を気にするなど常に弱みを見せることを嫌い、失敗した際に必死に取り繕おうとすることもあるなど、自己顕示欲やプライドの高いナルシストである。仕切りたがりな質でもあり、他人に対して文句をつけるものの自分から率先して行動するタイプではなく、自分の手に負えない状況や事態に直面するとすぐにパニックに陥ったりするなど、本質的には虚栄心が強く自分勝手な性格である。
番外編『エンピツしんちゃん』ではメンバーで唯一私立小学校に通い、「ターミネーターvsしんのすけ」ではしんのすけを助けるために15年後の未来から来た風間本人が登場し、その時に東京大学に進学していると主張している。
家庭は裕福で、高級マンション「マングースマンション」在住。初期は後に登場する酢乙女あいのようなイヤミったらしい金持ちキャラが強く、幼稚園の課外活動のバーベキューにマツタケを持参したり、臨海学校ではメロンを1個丸ごと持参するなど、その裕福ぶりを周囲に嫌味ったらしくひけらかしていた。また（特にアニメの）初期におけるしんのすけとの関係も、友達というよりはライバルとして描かれていたが、酢乙女あいが登場後は徐々に裕福さを強調する描写は薄れた。
マザコン振りや少女アニメ好きなオタク気質があり、少女向けアニメの「ふしぎ魔女っ子マリーちゃん」や「ま・ほー少女もえP」の隠れ大ファンである。特にもえPに対しての愛情と熱意は凄まじく、知識もマニアックな域に達し、フィギュアや限定グッズ収集はもちろん、コスプレに手を出すほどの熱中ぶりである。DVDも大量に所持しており、風邪をひいた時にもベッドに入ったままポータブルDVDプレーヤーで観賞しており、もえPの希少レアグッズ類を入手するためには自分勝手な言動や姑息な手段を取ることも少なくない。それらの趣味は既にしんのすけなどの一部の人間には察されているが、誰の前でも必死に隠そうとし、無理矢理ごまかすなどしている。
少女向けアニメ以外にも密かに男児向けアニメのアクション仮面やカンタム・ロボも見ているが、もえPに対してほどの熱意はなく、またこれらも周囲には隠している。マザコンに関しても同様に周囲に知られており、しんのすけやネネに「カザマザコン」と呼ばれる事もある。アニメ「オラたち女の子だゾ」（1998年3月6日放送）では、幼女向けのファッションのコーディネートのセンスがいいとしんのすけたちからも誉められ、彼自身も「女装ではSHAZNAにも負けていない」と語る。
スポーツ万能で、短距離走ではチーター（河村やすお）を追い抜いたこともあり、ボウリングではチーターよりも遥かに高得点を取っていた。
しんのすけのボケにしばしばツッコミを入れるが、ノリツッコミをしたり逆にボケに回ったりする例もしばしば見られる。
作戦や計画を立てるも詰めが甘い所があり、それが原因で失敗を招くことも多い。劇場版『バカうまっ!B級グルメサバイバル!!』では、山で道に迷った際に間違えて世界地図を持ってきてしまい（この時、しんのすけ達から「いつも思ったんだけど、風間くんって詰めが甘い所があるよね」と冷たい目で指摘された）、敵が占拠しているB級グルメカーニバルの会場に侵入する時、彼自身が「大声を上げるな」と言ったのにもかかわらず、みね子に呼ばれた際に大声で返事をしており、それが原因で敵に見つかってしまった。
幼稚園児ながら英語塾など複数の塾に通っており、実際に中学生レベルの頭脳の持ち主で、本人もその博学ぶりをひけらかすことが多いが、肝心な時に全く役に立たないこともある。実際に英語が必要な場面では「英語塾に通っているから」と期待されたものの、いざとなると会話に詰まってしまい周囲から呆れられた（作中でも「英語力は大したことがない」と書かれてしまっている）。
酢乙女あいの第二の恋の生贄であったが、すぐに冷めた。女運は割と良いが、毎回奇怪な行動を取るしんのすけのせいで縁を切られたり、しんのすけに惚れられたりしてしまい、世間体や将来を考えてしんのすけと絶交しようとすることもあるものの、彼がいないと寂しがる節や、彼を一番の親友として認めている節も見せる。
オカルトや迷信等の非科学的現象を信じない現実主義な面が強い。映画『踊れ!アミーゴ!』ではマザコンな面やその性格が仇となって敵に捕まってしまった。また、映画『襲来!!宇宙人シリリ』では本物の宇宙人（シリリ）に遭遇しても宇宙人はいないと自分に言い聞かせることで現実を認めようとしなかった。
ムッツリスケベな面もあり、ハンカチを拾ってくれたおねえさんのパンチラを夢の中で鼻の下が伸びただらしない表情をしていた。
アニメでは初めて園長の事を「組長」と呼んだのは彼である。ネネちゃんの「リアルおままごと」を発案したのも彼である（アニメ「ネネちゃんがおこったゾ」より）。第一回目の「リアルおままごと」では、ネネちゃんが「現状に満足している母親」彼が「一流デザイナーのお父さん1号」、しんのすけが「現状に不満ありのサラリーマンのお父さん2号」、ネネの持つウサギの人形が「一家の子供」という役柄で、「お父さん1号と2号は仲が悪い」、「しかし子供は、お父さん2号の子供」という設定だった（その設定を決めたのも風間）。
嫌いな食べ物はタマネギとブロッコリーだが、マヨネーズがかかっている場合は別で食べられる。風間家の冷蔵庫の中には「カナちゃんとマーくんのお子様バター」というバターがある。注射が嫌いで、強がって怖くないふりをしていたが、注射が終わった後に「ママ、僕怖がって泣いたりしなかったよ、わーい」とはしゃいで墓穴を掘り、皆に嫌いな事がばれてしまい、しんのすけとマサオには白い目で見られた。
シャーロック・ホームズに憧れており、「僕も大きくなったらホームズのような探偵になるのさ」と言った事がある。刑事ごっこでは、犯人役になった風間くんがやりそうな犯罪としてネネちゃんは「結婚詐欺」、マサオくんは「銀行強盗」、しんのすけは「半ケツフラダンサー殺人事件」、ボーちゃんは「痴漢」を挙げている。
ひまわりからは懐かれており、彼女が生まれて間もない頃に何度か塾を休んで野原家に遊びに行った時に一緒に遊ぶうちに仲良くなる。大抵は彼女に振り回される事があるが、本人はまんざらでもないようである（アニメ「風間くんがひまわりをあやすゾ」）。しんこちゃんと初対面したとき、顔が赤くなって片思いしたことがあり、その時「かわいいなぁ」と言って周りから白い目で見られた。
かすかべ防衛隊の手帳を作ったことがあったが、その時周りの意見も聞かずに自分が隊長だと勝手に決めており、手帳に書かれた防衛隊の規則も非常に厳しいものだったため、他のメンバーから猛反発され、結局最後は彼だけが規則を忠実に重んじた結果、自業自得で酷い目に遭うというオチとなった。なお、彼自身はその後もこの手帳を使用し続けている。

### 桜田ネネ（さくらだ ネネ）
声 - 林玉緒
しんのすけの友人で、かすかべ防衛隊の紅一点。アクション幼稚園ひまわり組の園児。身長104.2cm、体重14.0kg。血液型はB型。5歳。一人称「ネネ」「私」（2歳時は「ネネちゃん」）。髪はキャラメル色（アニメでは赤茶色）で二つ分けである。特技はピアノ。パーソナルカラーはピンク。
見た目は美少女だが、性格は出しゃばりかつ自分勝手で、しんのすけ達はおろか大人も出し抜いたり、様々な局面でおいしい所をちゃっかり持って行こうとする狡猾さや抜け目のなさも兼ね揃えている。常人が理解し難い発言や矛盾した発言も極端に多く、相手（特にマサオ）を混乱させることも多い。初期はおしとやかでおませな女の子で、少々泣き虫な面があったが、後に性格が凶暴化。しんのすけがふざけていると彼の母親であるみさえのようにげんこつやグリグリ攻撃、頬抓りなどのお仕置きをすることがある他、風間トオルを「バカザマ」、マサオを「オニギリ」と脅すことがある。特にマサオに対する扱いは一際荒く恫喝したり、おならをした瞬間を見ていたマサオを脅迫、プロレス技をはじめとする暴行を加えたりしている。原作、アニメ共に酢乙女あいが転園してからは、より凶暴性に拍車がかかっている。
自らを「アクション（ふたば）幼稚園のアイドル」と自負し、ひまわりが生まれた時「素直な子になるように」と言って、ひまわりの名前を「ネネ」や自分の名前から取って「ネネ美」にしたらいいと言ったり、トオルがしんのすけ達を他の幼稚園の女子達との合コンに誘った事を知ると、「ネネというアイドルがいるのに合コンなんて（許せない）」と身勝手な自論を振りかざし、男装して妨害を目論んだり、酢乙女あいやきゃりーなどの自分以外の女の子が周囲からチヤホヤされているのを見ると、露骨に嫉妬心や敵愾心を露わにする等、トオルに劣らないほどのナルシストぶりや、母親譲りのプライドの高い一面も見せる。しんのすけが年上の美女を好むように、年上のイケメンに目がない面食いな一面もある。しかししんのすけのように同世代の異性に一切の興味がないわけではないようで、しんのすけが自ら陰茎を露出した際には手のひらで目隠しをしながらも、指を開いた間からしんのすけの下半身を凝視している描写がしばしばなされている。
さらに、芸能ジャーナリストの如く他人のゴシップを好み、嬉々と首を突っ込んで周囲を巻き込んででも徹底的に調べ上げようとする野次馬根性の持ち主でもある。たまにその行動がエスカレートし、騒動の原因となってしまうことがある。低血圧で寒さに弱く、朝早く起きるのが大の苦手で、雪が降った日には仮病をしてまで幼稚園を欠席し、椎造先生に会う機会を逃した事がある。
常にうさぎのぬいぐるみを懐に潜め、嫌な事があると殴ってストレスを発散している。それを目撃したよしなが先生が心配のあまり家庭訪問をする始末であった。この癖は元々母親のもので、当初はネネもその光景を見るたび「いつものママじゃなーい!」と泣きわめいていたが、いつしかその対象はネネに移り、周囲から「いつものネネちゃんじゃなーい!」と言われるようにまでなってしまう。更にアニメでは埼玉紅さそり隊のふかづめ竜子が幼稚園に連れてきた本物のうさぎをも殴ろうとし、よしなが先生が止めに入ろうとしたが、そのうさぎが瞬時によけたため、彼女は思いきり手を痛めてしまい、泣きわめいていた。
凶暴かつおませな性格の反面、ババ抜きで負けた時や、予防注射を受けたとき等に泣いてしまうなど年相応の女の子らしい一面もある。そのため、優しくされたマサオがネネを好きになったことがあり、年上が好きなしんのすけがネネに照れているような描写もあった。
自分の行いが原因で取り返しのつかない事態へ発展してしまったり、思いもしていなかった結果を招いた時には反省することもある。また、自分の非を認めた時には強い責任感を見せる一面もある。一方両親（特に父親）がいる場では、横暴な言動は鳴りを潜め、比較的素直な態度でいる事も多く猫を被る。
趣味は「リアルおままごと」という、脚本が用意された昼ドラ仕立てのリアル（現実的）なおままごとである。内容は「ドメスティックバイオレンスに耐える美人妻」、「離婚をしてくれない酔っぱらい夫」等内容は様々だが、結局最後は実家に帰るか離婚という結末となる。しんのすけ達を「リアルおままごと」に参加させるためには手段を選ばず、巧妙な手段でほとんど強制的に参加させている。そのため他の男4人はネネが提案する前にそろって却下してしまう。参加者の都合は一切考慮せず強引に誘い込み、配役に関してもしんのすけやトオルが夫の場合待遇の良い扱いを受ける（しんのすけは「ダンサー、夫婦ラブラブ」、トオルは「エリート社員」等）が、マサオの場合安月給や無計画等のポジションが多い。このリアルおままごとが、仲間内で嫌悪の対象になっている事に対しては多少自覚はあり、他の目的を達成させるための脅迫に用いる事もある。大抵はしんのすけたち4人（主にマサオ）がリアルおままごとの被害者だが、チーターこと河村率いるばら組の男子もリアルおままごとに巻き込まれることがある他、ひろしなどの事情も知らずに参加した者も少なからずいる。実際、しんのすけたち4人とばら組が強豪チーム相手とのサッカー対決で「相手チームに負けたら毎日リアルおままごと」とネネに脅迫された際は決死の気迫の末、相手チームに勝利した（2014年6月27日放送）。
このような嫌な性格ではあるが、しんのすけ達から愛想を尽かされる描写は少ない。しかし、2022年以降はネネが出てくるアニメ回が減少傾向にある。そのため男4人ト絡む描写も自然と減っている。
酢乙女あいとは犬猿の仲だが、時折意気投合して共同戦線を張る事もあり、その際には抜群のコンビネーションを見せている。
熱繰椎造の事は当初は毛嫌いしており、大繩飛び大会の練習中にひまわり組の面々とも対立した結果、不登園になってしまった事がある。しかし、椎造が苦手としていたうさぎを克服しようと努力する姿を見て、彼の事を見直すと同時に恋をした。その後不登園から立ち直り、ひまわり組の面々と和解した。アニメ版では椎造が教育実習を終えた後に訪れた際に、奇しくもネネはズル休みをしたため会う事が出来ず、後から事実を知った彼女はショックを受けていた。
転んで怪我をした際に駆けつけて傷口の手当をしてくれた酢乙女あいのボディーガード・黒磯に恋をし、ラブレターを送ったが翌日にはコロッと忘れてしまった。
空間認識能力が高く、サッカーではジャンピングヘッドが上手い。
嫌いな食べ物はベビーコーン、グリーンピース。
将来の夢は女優である。「若くしてスカウトされ、20代はアイドルから女優に転身、その後結婚のため引退するも、35歳で芸能界に復帰する」という、具体的なビジョンも持ち合わせている（アニメ「これが!青春らしいゾ」シリーズ（高校生編）では演劇部に所属）。また、歌手・アイドル志望であり芸能界に進みたいという意志がある。映画『超時空！嵐を呼ぶオラの花嫁』では、未来でふたば幼稚園の先生となっているが、さらに捻くれた性格になっており、園児に暴言を浴びせているシーンがあった。5歳のネネはその姿に幻滅していた。
しあわせうさぎ / なぐられウサギ
声 - 矢島晶子
ネネが所有しているウサギのぬいぐるみ。初登場時は些細な事でしんのすけに激怒したネネに夢の中で「しんちゃんを許してあげて」と諭す優しい性格だったが、ネネが凶暴な性格に変化した時期からサンドバッグ代わりにされるようになる。アニメではその怨念によって性格が変化し、自分を殴りつけるネネや彼女の母に対して復讐を企てたり、マサオを睨み付けてビビらせる等、凶悪で恐ろしい冷酷な性格へと変貌した。赤ん坊のひまわりにも容赦しない。彼女が動く際には、夜空に不気味な赤い月が浮かぶ怪奇現象が起こる。
2003年6月7日放送「殴られうさぎの逆襲だゾ」以降はシリーズ化され、同年12月6日放送「ネネちゃんのうさぎがしゃべったゾ」、2006年8月25日放送「なぐられウサギたびたびだゾ」では、ひとりでに動く、シロと会話する、ネネに憑依し金縛りにかける等、ホラー要素の強いキャラクターとして描かれている。2014年8月29日放送の「レジェンド オブ なぐられウサギだゾ」で久しぶりに登場し、翌年2015年9月11日には「なぐられうさぎ〈泡〉だゾ」が放送された。また、2017年8月18日には「なぐられうさぎ〈醒〉だゾ」が放送された。しんのすけの声が矢島晶子から小林由美子に代わってからは登場していない。

### 佐藤マサオ（さとう マサオ）
声 - 一龍斎貞友 
しんのすけの友人。アクション幼稚園ひまわり組の園児。身長106.2cm。体重は20kg。血液型はA型。 5歳。パーソナルカラーは緑。坊主頭と丸い顔からあだ名は「オニギリ（頭）」。
友人達からは「マサオ君」と呼ばれているが、原作の初期では「マー君」、「まーちゃん」とも呼ばれていた。
風間トオルと同じような常識人の感性を持っており、基本は優しく素直だが、気が弱く非常に泣き虫で、極度の怖がり。その一方で後述のような卑怯で卑劣な一面を持つ。運動が苦手で要領も悪く、いじめっ子の標的にされる事が多い。防衛隊のメンバーからも不遇な扱いをされ、ネネの横暴の一番の被害者でもある。足の大きさはかすかべ防衛隊の男子の中では一番小さく、しんのすけが3～4歳の頃に履いていた靴もピッタリ履けるほどである。
また、女の子好きで貫庭玉サキやばら組のメグミや大原ななこにも惚れたことがある。特に、酢乙女あいには恋の生贄である（彼女が幼稚園に来る事は少ないため、来た際夢中になって他に目が行かなくなるほど）。彼女がしんのすけの為に作った弁当が不測の事態によってマサオの手に渡った時には、弁当箱を開けたら「大スキ」と海苔で描かれてあって、彼女と自身が両思いであると勘違いしてしまうことが多い。しかし当のあい本人からは一向に相手にされることもなければ、無視されることも多い。あいがしんのすけに恋心を向けていることが嫌いな故に彼女の恋心を潰す為しんのすけを貶める行為を何度もしている。映画『伝説を呼ぶ 踊れ!アミーゴ!』では、いつも自分に対して無関心な酢乙女あいが優しく振る舞ってくる事に不信感を抱き、あいが偽者という事を最初に気が付くが、一度は彼女の言葉に誘惑されて捕まりそうになるも風間の言葉で涙ながらに思い留まった。一度しんのすけがあいの投げキッスを拒否した際にあいを泣かしたと勘違いして激怒し、しんのすけに決闘を申し込んだが、しんのすけの言葉で思い留まり、泣きながら謝罪した。他の女の子にも恋をした事が何度かあるものの、自身の卑劣な性格が原因でいずれも失恋に終わる等、女運にも恵まれていない。
しかし、時々ふとしたきっかけ（園長のサングラスをかけた時や、劇場版『嵐を呼ぶ モーレツ!オトナ帝国の逆襲』でバスのハンドルを握らされた時等）や、酢乙女あいへの恋心、恐怖心がある一線を超えた場合、今までの気弱な性格が一転して変貌し、野性味と男気溢れる熱血漢な性格に変わり、口調もヤクザ風に変化し、運動能力も大幅に向上する。臆病さ故か卑怯な行動を取ってしまう一面もあり、『嵐を呼ぶ 栄光のヤキニクロード』では、しんのすけへの不信感からスウィートボーイズの作戦に従ってしまい、しんのすけをマサオの家に誘い込み、しんのすけ捕獲の手助けをするという完全な裏切り行為を働いた事もある。そのためしんのすけから裏切り者呼ばわりされた。また、映画以外でもいざとなった場合は周りを見捨てて自分が真っ先に逃げるなど卑劣な部分も多い。
普段はあまり態度に見せないもののネネに対する怨恨はしっかり持っており、日頃のネネの横暴な振る舞いを増長させたモノマネを本人の前で披露したり、自作の紙芝居を作成した際にネネを物語の悪役に仕立て上げ、普段の意図返しの如く散々な目に遭わせる等、陰湿な形で仕返しをする。アニメではネネに対して一時的ながらも強気な態度に転じる事もあるが、大抵の場合はすぐに形勢逆転され、倍返しで報復される。
泣き虫な反面、それを利用して自分の言い分や要求を無理矢理にでも押し通そうとしたり、煽てられる等するとすぐに調子に乗りやすく、図々しい言動や空気を読まない発言をして周囲の怒りを買ってしまうなどの軽薄な一面や、大げさなくらいに落ち込むなどして周囲を困惑させるなど卑屈な一面を見せる事も多く周りからもあきられるほどである。また、調子に乗った場合は碌な展開にならず、マサオ自身にとってはバッドエンドで終わることがほとんどである。
映画『超時空!嵐を呼ぶオラの花嫁』では大人になった彼が登場する。髪を伸ばしており臆病な面は全く無くなったが、性格や言葉遣いが乱暴になっており、一人称も「俺」を用いている。しかしながら、根本的な優しい性格は変わっていない。
姓の佐藤は元々アニメオリジナルの設定だったが、2011年4月に出版された「クレヨンしんちゃん大全」においてはマサオの姓は佐藤だとされ、後に原作にも登場した。
母親譲りの几帳面な性格で、散らかった部屋とスケジュールを破ることを嫌い、しんのすけにスケジュールの邪魔をされると非常に落胆する。手先は不器用で、初期の話では粘土遊びをしていて動物を作っている時に、よしなが先生に違う動物を作っていると勘違いされた（例：犬を牛、虎を豚に間違われる等）。
編み物とものまねの才能があり、周囲から絶賛されるほど。また、普段は運動は苦手としながらも、ふとしたきっかけで活躍を見せる事もある。
しんのすけ同様、アクション仮面が好き。趣味はコレクション。菓子の付属のキャラクターシールやカードはたくさん持っていて、レア物が手に入るまでのめり込んでしまうタイプ。他にもカブトムシやカエル等の動物も好きであり、しんのすけやボーちゃんを誘ってたびたび虫取りに出かけたり、カブトムシの飼育も趣味である。
好きな食べ物はグラタン、ハンバーグとプリン。嫌いな食べ物はナスとキャベツ。一時期、ピーマンも嫌いだった。
将来の夢は漫画家。既にオリジナルの作品も描いており、自身をモデルにしたヒーローを主人公にしたことが災いし、しんのすけ達に酷評された（その際、ボーちゃんの方が漫画家に向いているとも言われてしまい、落ち込んでしまう）。しかし漫画家を目指しているだけはあり、画才はある。「少年忍者吹雪丸」の大ファンで、作者のよしいうすとを尊敬しており（ただし、人間としては軽蔑している）、自分の書いた漫画を持ち込んだり、アシスタントになりたいと自ら懇願したこともある。
一度みさえからしんのすけと間違われて、グリグリ攻撃をされたことがある。
しんのすけから見て、かすかべ防衛隊の4人の中ではマサオと遊ぶ事が最も多く、しんのすけが出かける理由としてマサオと遊ぶことを理由にすることが多い。その際しんのすけはマサオの家ではなく、向かい側の家に向かって声をかけることが毎度のお約束である。

### ボーちゃん
声 - 佐藤智恵
しんのすけの友人。アクション幼稚園ひまわり組の園児。身長116.9cm、体重25.0kg。血液型はAB型。5歳。パーソナルカラーは黄色。
名前の通り『ボー』っとしており防衛隊メンバーの中では最も大柄な体格である男の子。たまに鋭い指摘をしたり幼稚園児にはできない作業をこなすことができる。隊員では唯一本名不明。自己紹介時も「ボーちゃんと呼んでください!」などと言うだけである。趣味は珍しい形をした石集め（理由は石は人間と同じく唯一無二であるため）。得意技は「気配を消すこと」。普段は無口で目立たないが、鼻水や石集めを馬鹿にされると激昂する。また、酢乙女あいの第三の恋の生贄。
いつも垂らしている鼻水は意のままに操ることができ、一発芸や武器として利用する。ティッシュで鼻水を拭き取っても大抵は次の瞬間に元に戻るが、時間がかかることがあり、出ていないと体のバランスが悪くなってしまう。
モーターボートの起動ができる、免許はないが幼稚園の送迎バスの運転（MT車）に関する知識があり、かすかべ防衛隊の面々に教える、湯呑みに書かれた魚の複雑な漢字を次々に読破する、野球のボールが自分の横を通り過ぎる一瞬の間にボールの縫い目の数を数える、プロの書家顔負けの達筆で習字を書く等、知識技能は大人をも軽く凌駕するものがある。几帳面であり少し曲がったリモコンもキチンと戻さなければ気が済まない。現在は隠れた才能を発揮したりするが、アニメ初期は動きが鈍いキャラクターで2代目OP「夢のENDはいつも目覚まし!」では防衛隊5人で踊るシーンで、ボーちゃんはしんのすけ、トオル、ネネよりも遅く踊っていた（マサオは「付いていけてない」踊りをしている）。運動神経も優れており、リレーの1走で普通に走って（鼻水を使った技など使わず）足の速いばら組の園児に勝つほどである。
一度しんのすけ達かすかべ防衛隊がボーちゃんを探ろうとする話が原作第10巻で登場しており、メンバー全員がボーちゃんの母親や家の場所を知らない事を暗示している。なおこの話で母親が影だけで登場しており（台詞あり）、年の離れた姉の存在も明らかになっている。『新クレヨンしんちゃん』第7巻では母親と父親が（顔は台詞によって隠されている）登場し、蝸牛のツム郎を飼っている事も明らかとなっている。アニメでは、祖母の存在も確認されている回がある。現在、防衛隊メンバーは皆、ボーちゃんの自宅を知っている。
しんのすけ・ネネ・マサオが想像したボーちゃんのお母さんはボーちゃんをそのまま大きくし、髪型を変えただけで口調もそのままなお母さんだったが、トオルの想像はしんのすけ好みの綺麗なおねいさんであった。
死体ごっこをはじめ、しんのすけと奇妙な遊びをしたり、協力技を見せたりと馬が合い、未来でもしんのすけとはかすかべ防衛隊のメンバーの中で一番の親友である描写がある。また、しんのすけと組んで、マサオ君や動物をいじめる者を撃退する事も有る。
原作初登場時は何一つ言葉を話しておらず、髪型や体型は現在と異なっており、当時はややボサボサしており、ぽっちゃりしていた。
手を火傷した所を竜子に助けられた時に 竜子に惚れた事もあり 、まつざかに惚れた事もある。
朝は公園にラジカセを持参して、ラジオ体操の替わりに カンフー体操をする習慣もある。
嫌いな食べ物はあまりないが、くさやが苦手。2009年2月13日放送の「ママサミットだゾ」では、ピーマンを丸ごと食べたこともある。
意外と料理が得意な所があり、得意料理は「卵焼き」。卵焼き以外にも「フランスパンのサンドイッチ」を作って ひまわり組の生徒達を感心させた事もある。
その一方で うっかりしてしまう所もあり、「ズボンのポケットに 石を入れっぱなしにしてしまい そのズボンを洗濯機で洗濯した」時に 洗濯機を壊してしまった事があり、それを聞いた かすかべ防衛隊が全員 驚いていた。
将来の夢はパイロット、ビジュアル系ロックバンドのボーカルになって大ヒットを飛ばしたり、発明家（『超時空！嵐を呼ぶオラの花嫁』の大人ボーちゃんが発明家になっていた）等様々。抽象画の才能がある。また別の回では、石の博物館を開きたいと言っていた。

演者による言及
佐藤は2018年の「V-STORAGE」とのインタビューの中で、ボーちゃんは普段無口な分、一言で核心を突いたり、その場をまとめられるため、演技に際しては気持ちが伝わるよう大切に発言していると語っており、説得力がある分周囲から「ボーちゃんが一言で全部持って行ってずるい」と言われることも多いと話している。
放送が進むにつれてしんのすけの声がボーちゃん並みに低くなったため、ボーちゃんもそれに合わせて初期のエピソードよりも声を低くしている。ボーちゃんの声は普段の佐藤の声とは全く異なることから体力を消耗しやすく、長台詞では息が続かないと佐藤は2018年のインタビューの中で語っている。

## 準隊員

### 酢乙女あい（すおとめ あい）
声 - 川澄綾子
2010年代以降登場頻度が増え、現在ではふたば幼稚園ひまわり組のなかではかすかべ防衛隊の5人に次いで登場頻度が多い。アニメにおいては過去に隊員になったことがある。原作では第25巻、アニメでは「嵐を呼ぶ園児・酢乙女あい登場だゾ」（1999年11月12日放送）から登場。2000年代までは年に一度程度と登場頻度は比較的少なかった。一人称は「わたくし」。アニメでは「わたし」または「あたし」ということもある。パーソナルカラーは臙脂（ワインレッド）。
東京都世田谷区の一等地から庶民の生活を知るために春日部市に引っ越し、ふたば幼稚園に転園してきた。登場初期は通園時（車から出る時）にBGM（モーリス・ラヴェルの『ボレロ』）をかけて通園。常にSPの黒磯を引き連れている。無自覚にも一般庶民を見下す発言を繰り返していたことから特にネネといさかいを起こしていた。ただしその美少女な容姿や素質の良さから男受けがよく人気は絶大。そのような事情からネネとは、あいが想いを寄せるしんのすけの取り合いになるなど基本的には犬猿の仲だが、時と次第によってはネネと仲良くしている事もある。
また、ネネと多くの男子園児（作中ではマサオ、トオル、ボーちゃん、河村が堕とされ、特にマサオは現在でも虜になっている）を恋の虜とし、ただ一人まったく興味を示さなかった元来大人の若いおねいさん好きなしんのすけをも虜にしようと苦心するも、「オラ、子供には興味ありません」と断られ、逆にその言葉がキッカケでしんのすけに恋をするようになる。それ以来はしんのすけを「しん様」と呼んでおり、しんのすけがすることなら、例えおならや立ち小便でもプラス思考に感動するなど、完全にしんのすけに心酔している。ただし、しんのすけが記憶喪失になった際には元の好きだった破天荒さがなくなったために「魅力がない」とがっかりしたり、彼がトオルと入れ替わった時にはいつもと違う真面目な姿を見て幻滅するなど、状況によってはしんのすけのことを嫌になる事もある。
靴下を履かずに登園したしんのすけの事を、「元野球選手のお嬢さまで女子プロゴルファーの人と結婚した俳優の方みたい」（石田純一のこと）と評している。また、しんのすけにお弁当を作ってあげたこともある。しかししんのすけはこれらの口説きに全くと言っていいほど動じていない。
非常に運動能力や思考力に優れている。そしてしんのすけからも「なんてマイペースなんだ…」と言われるほど自由奔放な女の子。アニメ「ネネちゃんの告白だゾ」では、壮絶なすれ違いと行き違いからネネちゃんが書いた黒磯宛のラブレターがあいの手に渡り（名前は書かれていなかった）、しんのすけが自分に贈ったものだと勘違いし喜びのあまり抱き着いていた。
まつざか先生のためを思うネネの気持ちに応えてFBIを要請して徳郎を探すための手助けをしたりパーティードレスのまま防衛隊の面々と泥遊びに興じるなどと友情は深まってきている。ただ、マサオに対してだけは快く思っておらず、「文句あるなら置いていきますわよ！」とブチ切れたこともある。
好きな食べ物は「甘い物」。お菓子なら何でも好きで、ケーキは毎日食べているが、「庶民的なお菓子」を喜んで食べる。
自分が太り気味な事を気にしてダイエットを始める事を決めた時には、昼飯を食べなかったり、車から降りでウォーキングで移動する事を決意して「1日で1万歩」歩くことにして山道を歩くが、疲れと空腹で倒れてしまい、ネネが持って来たお菓子を食べて元気になった事もある。
原作・アニメ共に黒磯に無理難題なミッションやワガママを要求する場面が多く、拒否された時は黒磯の不祥事の証拠写真を突きつけ、脅すことで黒磯を協力させる（この時黒磯は大抵の場合、素直に渋々従う）。
アニメ「あいちゃんと駆け落ちだゾ」では母親の後ろ姿のみ登場しており、容姿や年齢は一切不明である。また、アニメ「あいちゃんの家出だゾ」では祖母の存在も確認されている。アニメ「あいちゃんとお鍋だゾ」では、「（買い物で）迷った時は全部買え」と祖父に教えられたと語っている。
アニメでは彼女により、キャンピングカーを秘密基地としたりオリジナルのコスチュームを作ったりしたが、漫画を読んだりお菓子を食べるだけの防衛隊になってしまい、その後普段のかすかべ防衛隊に戻った。
また、しんのすけの親族に気に入られようと野原家を訪れ、みさえ、ひろし、ひまわりと接したことがある。両親からはそのマイペース振りや世間知らずぶりで「疲れた」「苦手」と評されたが、本人はすっかり仲良くなったと思っている。しかし野原家では唯一ひまわりにだけは比較的懐かれており、30万円位のネックレス を気前よくプレゼントしたことで「ねーたん」と懐かせることに成功した。アニメではあいの素性を知ったみさえが、将来的にしんのすけと結ばれるのなら悪くないと考えている。
少々高飛車でいかにもわがままなお嬢様という性格であるが、みさえのことを家政婦扱いして失礼な態度を取ったことをすぐに詫びるなど、素直な面も持ち合わせている。ただしアニメ版では、ネネちゃんと口喧嘩の際、しんのすけ以外に興味がなく、トオル達にアイスを驕ったりしているのは「ついで」だと言い切っている。
原作では、しんのすけを賭けてななことフェンシング対決をしたり、事業に失敗して一気に貧乏人になったりした。その際には庶民を馬鹿にしていた報いだとネネから言われるが、あいは否定。むしろ憧れており、今の状況をどこか楽しんでいる様子だった（最終的に事業に成功して前以上の大富豪となって復帰する）。

### 野原ひまわり
劇場版で防衛隊メンバーとして入る事がある。パーソナルカラーはオレンジ。

### シロ
劇場版で防衛隊メンバーとして入る事がある。パーソナルカラーは白。

## 元隊員

### 桜 ミミ子（さくら ミミこ）
声 - 小桜エツコ
しんのすけの夢の中で春我部の街を破壊する中年怪獣コジワ（みさえのような姿をした怪獣）を倒すため、かすかべ防衛隊のミミ子隊員として野原隊員（しんのすけ）と共に登場した。

### お色気（おいろけ）
声 - 三石琴乃
劇場版第6作『クレヨンしんちゃん 電撃!ブタのヒヅメ大作戦』に登場。
SMLの隊員。しんのすけのスカウトによって補欠隊員として入隊。

### ザキヤマさん（ザキヤマ）
声 - 山崎弘也
アニメに出演したゲスト。補欠隊員として入隊。
園児服の上にレモン色のネクタイを付けており、二人称は君で、しんのすけ達より年上のように見えるが、実は4歳で、年少のさくら組である。

### 貫庭玉サキ（ぬばたま サキ）
声 - 川田妙子
劇場版第24作『爆睡!ユメミーワールド大突撃』に登場。パーソナルカラーは紫。
同作で転園生としてふたば幼稚園にやってくる。集団悪夢シンドロームでマサオが精神的に疲労し、活動に支障が出たため追加隊員として入隊。同作のラストでサキは再び外国に転園するが、エンディングではその後も夢の世界でしんのすけらと交流を続けている描写がある。
詳細はこちらを参照。

## 隊長について
隊長は正確に決まっておらず、時折その座を巡って隊員同士で揉めることがある。発足当初、トオルは「リーダー」、しんのすけは「隊長」、ネネは「女王様」、マサオは「キャプテン」、ボーちゃんは「ボス」となっていた。その他、「社長」「会長」「筆頭株主」などの肩書きが「隊長」と併用されるケースもある。

## その他
- 結成前からこの5人はひまわり組のお道具係である[44]。
- 1994年発売のスーパーファミコン用ソフト『クレヨンしんちゃん2 大魔王の逆襲』においては、しんのすけ以外の4人が映画の第1作目に登場したハイグレ魔王に捕まり、敵として改造された。
- 1998年4月24日放送「ケータイ電話はおもしろいゾ」でかすかべ防衛隊の最終目標総員は1327人であることが判明し、現在員数は5人（達成率は0.38%）である。
- ライバルとして、「かすかべガーディアンキッズ」というクローバー幼稚園に通う園児5人組が数回登場していた。初登場は1998年4月10日放送「防衛隊のライバル登場だゾ」。
- 2013年公開の『バカうまっ!B級グルメサバイバル!!』では意見の違いから5人それぞれに衝突し、解散の危機に一時的に陥ったが、ギリギリで踏みとどまれた為、事なきを得た。
- 映画第18作『超時空!嵐を呼ぶオラの花嫁』ではかすかべ防衛隊と映画オリジナルキャラクターの金有タミコ、未来のひろし、みさえ、ひまわり、しんのすけ以外のカスカベ防衛隊でカスカベ最強防衛隊を名乗った。